# John Verhoek
John Verhoek [vərˈhuk] (* 25. März 1989 in Leidschendam) ist ein ehemaliger niederländischer Fußballspieler. 
Der Mittelstürmer, der in seiner Jugend für ADO Den Haag spielte, spielte am Anfang seiner Erwachsenenkarriere bei den Zweitligisten FC Dordrecht und FC Den Bosch, bevor er in die französische Ligue 1 zu Stade Rennes wechselte. Dieser verlieh Verhoek später zurück in die Niederlande an seinen Jugendverein aus Den Haag, bevor er ab 2012 in Deutschland spielte. Zunächst auf Leihbasis aus Rennes beim FSV Frankfurt, dann nach dem endgültigen Abgang von Stade Rennes beim FC St. Pauli, beim 1. FC Heidenheim, beim MSV Duisburg, bei Hansa Rostock und beim VfL Osnabrück.

## Karriere

### FC Dordrecht, FC Den Bosch, Stade Rennes und ADO Den Haag
Verhoek stammt aus der Jugend von ADO Den Haag, begann seine Profilaufbahn jedoch beim FC Dordrecht, für den er von 2008 bis 2010 aktiv war. Er wechselte zur Saison 2010/11 zum FC Den Bosch, für den er in 17 Zweitligaspielen zehn Tore erzielte, ehe ihn in der Winterpause Stade Rennes in die Ligue 1 nach Frankreich holte. Er erhielt einen Viereinhalbjahresvertrag, kam jedoch im ersten Halbjahr nur zu sieben Einsätzen ohne Treffer und gehörte Anfang der Saison 2011/12 nicht einmal zum Ligakader. Ende August 2011 verliehen die Bretonen Verhoek an ADO Den Haag, zu dessen Kader auch sein Bruder Wesley gehörte. Bei ADO Den Haag in der Eredivisie sollte er weitere Spielpraxis sammeln.

### Wechsel nach Deutschland zum FSV Frankfurt
In der Saison 2012/13 spielte Verhoek auf Leihbasis beim deutschen Zweitligisten FSV Frankfurt. Sein dortiger Trainer Benno Möhlmann setze ihn bereits am 1. Spieltag gegen den SV Sandhausen (1:1) in die Startelf. Ihm gelang im ersten Spiel mit der zwischenzeitlichen 1:0-Führung auch sein erstes Tor. In weiteren 31 Partien dieser Spielzeit, die Frankfurt als Viertplatzierter beendete, gelangen ihm weitere neun Treffer. Im DFB-Pokal erreichte die Mannschaft die 2. Runde und schied, nachdem man sich zunächst gegen den Regionalligisten SG Sonnenhof Großaspach mit 2:1 hatte durchsetzen können, gegen den Bundesligisten VfL Wolfsburg aus. In beiden Pokalspielen erhielt Verhoek auch hier Einsatzzeiten.

### FC St. Pauli
Zur Saison 2013/14 wechselte Verhoek ligaintern zum FC St. Pauli und unterschrieb dort einen bis zum 30. Juni 2016 gültigen Vertrag. Für die Hamburger debütierte er unter Trainer Michael Frontzeck am 1. Spieltag während des Heimspiels gegen den TSV 1860 München, in dem er in der 65. Spielminute für Christopher Nöthe eingewechselt wurde. Zwei Spieltage später schließlich stand er gegen Arminia Bielefeld erstmals in der Startelf und erzielte am 4. Spieltag im Auswärtsspiel beim VfL Bochum (2:2) seine beiden ersten Tore für seinen neuen Club. Im DFB-Pokal jener Spielzeit schied die Mannschaft bereits in der ersten Runde gegen den Drittligisten Preußen Münster aus. Verhoek stand auch hier in der Startelf und wurde in der 56. Minute ausgewechselt, was die 0:1-Niederlage jedoch nicht verhinderte. Unter Trainer Roland Vrabec, der Michael Frontzeck im November 2013 beerbte, platzierte sich das Team am Ende der Saison auf Platz 8. Verhoek erzielte hierbei in 25 Einsätzen fünf Tore.
In seinem zweiten Jahr beim FC St. Pauli, die Mannschaft spielte gegen den Abstieg und erreichte schlussendlich mit einem Punkt Vorsprung auf den Relegationsplatz Rang 15, erlebte Verhoek zwei Trainerwechsel. Thomas Meggle löste Roland Vrabec bereits Anfang September 2014 ab und wurde seinerseits schon im Dezember 2014 durch Ewald Lienen ersetzt. Verhoek brachte es in diesem Zweitligajahr dennoch auf 29 Einsätze, in denen er vier Tore erzielte. Im DFB-Pokal erreichte er, nachdem man sich in der 1. Runde gegen den Oberligisten FSV Optik Rathenow 3:1 hatte durchsetzen können, die 2. Runde und schied dort gegen den Bundesligisten Borussia Dortmund mit 0:3 aus. Unter Trainer Ewald Lienen brachte es Verhoek in seinem dritten und letzten Jahr beim FC St. Pauli, unter anderem in der 1. Runde im nationalen Vereinspokal gegen den Erstligisten Borussia Mönchengladbach (1:4), zumeist auf kürzere Einsätze. Lediglich am 23. Spieltag erhielt er einen 90-minütigen Einsatz gegen den MSV Duisburg und erzielte in diesem auch sein erstes Saisontor. Einen Spieltag später, gegen Eintracht Braunschweig, gelang ihm sein zweiter und letzter Treffer für die Norddeutschen in dieser Saison. Am Ende der Spielzeit – Verhoek erlitt am 25. Spieltag gegen den 1. FC Heidenheim einen doppelten Bänderriss und musste die Saison 2015/16 vorzeitig beenden und konnte somit seine persönliche Saisonbilanz von zwei Treffern in 16 Spielen nicht mehr aufbessern – belegte das Team Platz 4 in der Tabelle. Nach nun vergangen drei Jahren, elf erzielte Toren in 70 Zweitligapartien endete seine Zeit beim FC St. Pauli.

### 1. FC Heidenheim und MSV Duisburg
Ab der Saison 2016/17 spielte der Stürmer für die nächsten zwei Jahre beim Zweitligisten 1. FC Heidenheim. Unter seinem dortigen Trainer Frank Schmidt erreichte er im ersten Jahr mit der Mannschaft den 6. und ein Jahr später, in Saison 2017/18, den 12. Tabellenplatz. Über beide Spielzeiten hinweg gelangen ihm in Heidenheim 15 Tore in 51 Partien in der 2. Bundesliga. Hinzu kam, nachdem in der 1. Runde der Drittligist SpVgg Unterhaching 4:0 und in der 2. Runde der Ligakonkurrent Jahn Regensburg 5:2 bezwungen worden waren (hier war Verhoek allerdings nicht auf dem Platz gestanden), auch der Einzug ins Achtelfinale im DFB-Pokal 2017/18, wo er letztlich mit dem FCH gegen den Bundesligisten Eintracht Frankfurt nach Verlängerung 1:2 ausschied. Im nationalen Pokalwettbewerb der Vorsaison 2016/17 traf der Offensivmann in der 1. Runde zum zwischenzeitlichen 1:1 gegen Regionalligist SG Wattenscheid 09 und zog, nachdem das Spiel mit 2:1 hatte gewonnen werden können, in die 2. Runde ein. Dort traf man auf den in der Bundesliga spielberechtigten VfL Wolfsburg und Verhoek musste mit seinem Team eine knappe 0:1-Niederlage hinnehmen. Verhoeks 1:0-Führungstreffer am 7. April 2018 gegen den 1. FC Nürnberg verhalf ihn zur Wahl zum Tor des Monats April 2018.
Zur Saison 2018/19 verpflichtete ihn der MSV Duisburg und stattete ihn mit einem Vertrag bis 2021 aus. Nach dem Abstieg des MSV in die 3. Liga wurde der Vertrag des Stürmers, der im Dienste der Zebras nicht an seine Leistungen bei Heidenheim anknüpfen konnte (kein Tor in 22 Einsätzen in der 2. Bundesliga), im Frühjahr 2019 aufgelöst. Sein einziges Tor für Duisburg gelang ihm per Kopf zum 1:0 im DFB-Pokal in der 2. Runde gegen Ligakonkurrent Arminia Bielefeld. Am Ende konnte das Spiel deutlich mit 3:0 gewonnen werden und Verhoek zog in seiner aktiven Laufbahn zum zweiten Mal ins Achtelfinale ein. Dort scheiterte die Mannschaft allerdings in der heimischen Schauinsland-Reisen-Arena gegen den Zweitligisten SC Paderborn 07.

### F.C. Hansa Rostock
Zur Saison 2019/20 gab der Drittligist Hansa Rostock die Verpflichtung des Angreifers, der einen Zweijahresvertrag erhielt, bekannt. Sein Debüt im Rostocker Dress gab Verhoek am 3. Spieltag der Saison während des Heimspiels am 30. Juli 2019 gegen Bayern München II (2:1), als er von Trainer Jens Härtel in der 77. Spielminute eingewechselt wurde. Seinen ersten Torerfolg konnte er am 24. Spieltag gegen Sonnenhof Großaspach (1:0) verbuchen. Innerhalb der Saison traf er noch weitere vier Mal und brachte es auf insgesamt 26 Einsätze im Ligabetrieb. Er wurde mit Hansa Rostock Tabellensechster, lief im DFB-Pokal gegen den Zweitligisten VfB Stuttgart auf und trug mit sechs Toren in vier Spielen zum Gewinn des Lübzer-Pils-Cups bei. Die Folgesaison begann für Verhoek und der Rostocker Mannschaft erneut mit einem DFB-Pokalspiel gegen den, nun Bundesligisten, VfB Stuttgart, das im Ostseestadion wie im Vorjahr mit 0:1 verloren wurde. In der Drittliga-Spielzeit 2020/21 lief der Mittelstürmer 31 Mal für Hansa auf und erzielte hierbei 12 Tore. Er wurde vereinsinterner Torschützenkönig und stieg mit Hansa am 22. Mai 2021 in die 2. Bundesliga auf.
Verhoek gelang am 1. Spieltag der Zweitligasaison 2021/22 am 24. Juli 2021 mit seinem Tor gegen den Karlsruher SC (1:3) das erste Zweitliga-Tor für Hansa Rostock seit dem 6. Mai 2012, das damals Marek Mintál erzielte. Im DFB-Pokal 2021/22 lief Verhoek gegen den 1. FC Heidenheim und SSV Jahn Regensburg auf, blieb aber ohne eigenen Torerfolg. Im Achtelfinale gegen RB Leipzig verzichtete Trainer Härtel jedoch auf Verhoek, um diesen für die schwere Aufgabe Klassenerhalt 2. Bundesliga zu schonen. Mit seinem 16. Saisontreffer zum 1:0 am 30. Spieltag gegen Jahn Regensburg, Endstand 1:1, stellte Verhoek einen neuen Zweitligator-Rekord für die Kogge auf und verdrängte damit den alten Rekordhalter aus Saison 1994/95 Stefan Beinlich (15 Tore). Ende April 2022 verlängerte der nun 33-jährige Stürmer seinen Vertrag in Rostock um zwei weitere Jahre bis 2024. Drei Monate später gelang ihm in Saison 2022/23 im Ostseestadion per Fallrückzieher gegen seinen ehemaligen Arbeitgeber FC St. Pauli der 2:0 Endstand. Jenes Tor führte zur Nominierung zur Wahl des Tor des Monats August 2022. Das Rostocker Team und Verhoek schieden in jener Spielzeit bereits in der 1. Runde im DFB-Pokal 2022/23 gegen den Viertligisten VfB Lübeck aus, erreichten aber im Ligabetrieb, wie in der Vorsaison, den 13. Rang in der Tabelle. Am 31. Spieltag der Saison, im Heimspiel gegen Jahn Regensburg, erzielte Verhoek sein letztes Pflichtspieltor für den F.C. Hansa.

### VfL Osnabrück
Ende Juli 2023 gab Hansa Rostock die Vertragsauflösung mit Verhoek bekannt. Bereits am Folgetag vermeldete der Aufsteiger und Ligakonkurrent VfL Osnabrück die Verpflichtung des Niederländers. Unter Trainer Tobias Schweinsteiger debütierte Verhoek am 1. Spieltag der Saison 2023/24 gegen den Karlsruher SC. Verhoek wurde kurz vor Ende der Partie für Robert Tesche eingewechselt. Bis Saisonende kam er auf insgesamt zwölf Ligaeinsätze für den VfL Osnabrück, den er im Sommer 2024 nach dem Abstieg in die 3. Liga wieder verließ. In der Folge beendete der Niederländer seine Karriere.

## Erfolge
F.C. Hansa Rostock
- Landespokalsieger Mecklenburg-Vorpommern: 2020
- Aufstieg in die 2. Bundesliga: 2021

## Familie
Er ist der jüngere Bruder von Wesley Verhoek. In der Saison 2011/12 gehörten beide zum Kader des niederländischen Klubs ADO Den Haag und spielten somit zusammen in der Eredivisie.
John Verhoek ist verheiratet. Mit seiner Frau Michelle hat er drei Kinder. Nachdem Verhoek Ende Juli 2023 zum VfL Osnabrück gewechselt hatte, ließ er sich in Enschede nieder und betreibt dort heute eine Fußballschule.